# Б'юкенен (Саскачеван)
Б'юкенен (англ. Buchanan) — село в канадській провінції Саскачеван.

## Відомі люди
- Михаїл (Гринчишин) — редемпторист, єпископ Української Греко-Католицької Церкви.

## Населення

### Чисельність
| 2001 | 2006 | 2011 | 2016 |
| ---- | ---- | ---- | ---- |
| 233  | 225  | 225  | 218  |